# قیراق‌لی، گران‌بوی
قیراق‌لی (به لاتین: Qırıqlı) یک منطقه مسکونی در جمهوری آذربایجان است که در شهرستان گران‌بوی واقع شده است. قیراق‌لی ۹۳۲ نفر جمعیت دارد.